# Gao Yang (snookerzysta)
Gao Yang (chiń. 高阳) (ur. 5 września 2004 w Hefei) – chiński snookerzysta.

## Kariera
Gao Yang rozpoczął grę w Chinach mając zaledwie 13 lat i szybko został przyjęty do Akademii CBSA. Grał w Mistrzostwach Azji ACBS do lat 21 w Snookerze w latach 2018 i 2019, a także w Mistrzostwach Świata IBSF do lat 21 w Snookerze oraz Mistrzostwach Świata IBSF do lat 18 w Snookerze również w latach 2018 i 2019. Jego jedynym prawdziwym sukcesem okazał się udział w Mistrzostwach Świata U-18 w Snookerze IBSF w 2019 roku, gdzie dotarł do finału, przegrywając 5–2 z 13-letnim Jiang Junem.
Jego pierwszym zawodowym turniejem był World Open 2019, gdzie zdobył dziką kartę. Pierwotnie trener Gao , Ju Reti, miał kwalifikacje, ale zrezygnował, aby umożliwić swojemu uczniowi zdobycie doświadczenia. Gao przegrał mecz 1-5 z Lu Ning.
W styczniu 2020 roku Gao wygrał WSF Junior Open, turniej dla zawodników do lat 18. Pokonał utalentowanych juniorów Bena Mertensa, Deana Younga i Wu Yize, a w finale pokonał Seana Maddocksa 5–2. W rezultacie przyznano mu dwuletnią kartę World Snooker Tour na sezony 2020/2021 i 2021/2022. Mimo że miał zaledwie 15 lat, potwierdził swój udział w zawodowym Tourze. Został w ten sposób drugim profesjonalnym graczem w snookera pochodzącym z Anhui, po swoim mentorze Niu Zhuang.

### Sezon 2020/2021
Jego pierwszym turniejem była Championship League. Gao zremisował 2-2 z Benem Woollastonem i Si Jiahui, ale przegrał 1-3 z Matthew Seltem. Swój pierwszy dzień jako zawodowiec zakończył na trzecim miejscu w grupie czterech graczy, ale miał na koncie dwa breaki powyżej 100 punktów.
W kolejnych turniejach Gao odniósł zwycięstwa nad Zhao Jianbo, Kacprem Filipiakiem, Mitchellem Mannem i Duane'em Jonesem. W turnieju Northern Ireland Open Gao przegrał 0-4 z numerem 1 na świecie, Juddem Trumpem, który miał breaki 109, 127 i break maksymalny 147. W Mistrzostwach Świata Gao pokonał doświadczonego gracza Paula Davisona 6-3 i zagrał bardzo dobrze w meczu z Lyu Haotianem, prowadząc 5-3. Jednak jego bardziej doświadczony rodak wygrał ostatnie 3 partie i wygrał mecz wynikiem 6–5. Gao zakończył swój debiutancki sezon na 107. miejscu.

### Sezon 2024/2025
W amatorskich mistrzostwach świata 2025 zdobył swój pierwszy tytuł pokonując w finale maltańskiego snookerzystę Briana Ciniego 5-3.

## Życie osobiste
W trakcie sezonu Gao Yang mieszka w Sheffield, gdzie trenuje w Ding Junhui Snooker Academy.

## Występy w turniejach w karierze
| Ranking                      |               | [ a ]         |               | 75            | [ a ]         | [ a ]         |
| Turnieje rankingowe          |               |               |               |               |               |               |
| Championship League          | nierankingowy | nierankingowy | RR            | RR            | A             | A             |
| British Open                 | nie rozegrano | nie rozegrano | nie rozegrano | 1R            | A             | A             |
| Northern Ireland Open        | A             | A             | 2R            | 1R            | A             | A             |
| English Open                 | A             | A             | 2R            | LQ            | A             | A             |
| UK Championship              | A             | A             | 1R            | 2R            | A             | LQ            |
| Scottish Open                | A             | A             | 2R            | 1R            | A             | A             |
| World Grand Prix             | DNQ           | DNQ           | DNQ           | DNQ           | DNQ           | DNQ           |
| Shoot-Out                    | A             | A             | WD            | 2R            | A             | A             |
| German Masters               | A             | A             | LQ            | WD            | A             | A             |
| Players Championship         | DNQ           | DNQ           | DNQ           | DNQ           | DNQ           | DNQ           |
| European Masters             | A             | A             | 2R            | 1R            | A             | A             |
| Welsh Open                   | A             | A             | 1R            | LQ            | A             | A             |
| Tour Championship            | DNQ           | DNQ           | DNQ           | DNQ           | DNQ           | DNQ           |
| World Championship           | A             | A             | LQ            | LQ            | LQ            | LQ            |
| Dawne turnieje rankingowe    |               |               |               |               |               |               |
| World Open                   | A             | LQ            | nie rozegrano | nie rozegrano | nie rozegrano |               |
| WST Pro Series               | nie rozegrano | nie rozegrano | RR            | nie rozegrano | nie rozegrano | nie rozegrano |
| Turkish Masters              | nie rozegrano | nie rozegrano | nie rozegrano | LQ            | nie rozegrano | nie rozegrano |
| Gibraltar Open               | A             | A             | 1R            | 2R            | nie rozegrano | nie rozegrano |
| Dawne turnieje nierankingowe |               |               |               |               |               |               |
| Haining Open                 | 2R            | 2R            | nie rozegrano | nie rozegrano | nie rozegrano | nie rozegrano |

1. 1 2 3  Był amatorem.

| Legenda tabeli wyników              | Legenda tabeli wyników       | Legenda tabeli wyników                     | Legenda tabeli wyników                                                              | Legenda tabeli wyników                     | Legenda tabeli wyników                     |
| ----------------------------------- | ---------------------------- | ------------------------------------------ | ----------------------------------------------------------------------------------- | ------------------------------------------ | ------------------------------------------ |
| LQ                                  | odpadnięcie w kwalifikacjach | #R                                         | odpadnięcie we wczesnej fazie turnieju (WR = runda dzikich kart, RR = faza grupowa) | QF                                         | przegrana w ćwierćfinale                   |
| SF                                  | przegrana w półfinale        | F                                          | przegrana w finale                                                                  | W                                          | zwycięstwo                                 |
| DNQ                                 | nie zakwalifikował/a się     | A                                          | nie brał/a udziału                                                                  | WD                                         | zrezygnował/a w trakcie turnieju           |
| Legenda oznaczeń w tabelach wyników |                              |                                            |                                                                                     |                                            |                                            |
| NH / Nie roz.                       | NH / Nie roz.                | Turniej nie odbył się.                     | Turniej nie odbył się.                                                              | Turniej nie odbył się.                     | Turniej nie odbył się.                     |
| NR / Nie-rank.                      | NR / Nie-rank.               | Turniej nie był zaliczany jako rankingowy. | Turniej nie był zaliczany jako rankingowy.                                          | Turniej nie był zaliczany jako rankingowy. | Turniej nie był zaliczany jako rankingowy. |
| R / Rank.                           | R / Rank.                    | Turniej był zaliczany jako rankingowy.     | Turniej był zaliczany jako rankingowy.                                              | Turniej był zaliczany jako rankingowy.     | Turniej był zaliczany jako rankingowy.     |
| MR / Minor-Rank.                    | MR / Minor-Rank.             | Turniej był zaliczany jako minor ranking.  | Turniej był zaliczany jako minor ranking.                                           | Turniej był zaliczany jako minor ranking.  | Turniej był zaliczany jako minor ranking.  |

## Finały w karierze

### Finały amatorskie: 4 (2-2)
| Rezultat  |    | Rok  | Mistrzostwo                                   | Przeciwnik    | Wynik |
| --------- | -- | ---- | --------------------------------------------- | ------------- | ----- |
| Finalista | 1. | 2019 | Mistrzostwa Świata IBSF w Snookerze do lat 18 | Jiang Jun     | 2–5   |
| Zwycięzca | 1. | 2020 | WSF Junior Open                               | Sean Maddocks | 5–2   |
| Finalista | 2. | 2024 | WSF Championship                              | Cheung Ka Wai | 0–5   |
| Zwycięzca | 2. | 2025 | WSF Championship                              | Brian Cini    | 5–3   |